# Jackpot (cómic)
Jackpot (en español: Lotería) es el nombre de tres personajes que aparecen en los cómics estadounidenses publicados por Marvel Comics. La primera encarnación de Jackpot, Sara Ehret, apareció por primera vez en Spider-Man: Swing Shift (mayo de 2007). La segunda encarnación, Alana Jobson, debutó en The Amazing Spider-Man #545 (enero de 2008). Mary Jane Watson tomó el manto como la tercera Jackpot en The Amazing Spider-Man vol. 6 #31 (agosto de 2023).

## Historial de publicaciones
Sara Ehret debutó en Spider-Man: Swing Shift (mayo de 2007), creada por el escritor Dan Slott y el artista Phil Jiménez. Apareció en la serie Amazing Spider-Man Presents: Jackpot de 2010, su primera serie de cómics en solitario, de Marc Guggenheim.
Alana Jobson debutó en The Amazing Spider-Man #545 (enero de 2008), creada por el escritor Dan Slott y el artista Phil Jiménez.
Mary Jane Watson asumió la identidad de Jackpot en The Amazing Spider-Man vol. 6 #31 (agosto de 2023), escrita por Zeb Wells con arte de John Romita Jr., Emilio Laiso y Ze Carlos. Fue protagonista del one-shot Jackpot #1 (enero de 2024), seguido de una miniserie de cuatro números Jackpot & Black Cat (marzo a junio de 2024) y una serie regular, All-New Venom, en la que Jakcpot adquiere el simbionte de Venom.

## Biografía del personaje ficticio

### Origen
Sara Ehret, una científica embarazada de Phelcorp (una subsidiaria de Oscorp) trabaja en terapia génica para curar la enfermedad de Parkinson cuando se expone accidentalmente al "Lote 777". El virus reescribió el ADN en sus células dejándola en coma durante 4 meses. Al salir de su coma, Ehret tuvo a su hija Madeline sin complicaciones, sin embargo, cuando su familia se vio amenazada por la caída de escombros, mostró una fuerza sobrehumana para salvarlos.
Jackpot se entrenó y se convirtió en una superheroína de la Iniciativa sancionado por el gobierno para la ciudad de Nueva York. Aunque se convirtió en una heroína por un tiempo, Sara Ehret no tuvo el impulso de seguir siendo una. En cambio, quería volver a su vida normal y su familia. Cuando otra mujer, Alana Jobson, reconoció a Sara y mostró un entusiasmo genuino por pagarle por el uso de la identidad y la licencia de Jackpot de Sara, Sara aceptó la oferta y abandonó la lucha contra el crimen disfrazada. 

### Alana Jobson
Alana compra la identidad de Sara, y mientras esta última se esconde, la primera comienza a usar un cóctel de drogas de mejora, incluida la infame Hormona de crecimiento mutante para otorgarse los poderes de súper fuerza, resistencia e invulnerabilidad asociados con la identidad del Jackpot. Alana decidió enamorarse de Spider-Man, enmascarar su sexualidad y quería ser como él; ella más tarde se reveló que era lesbiana; ella se sintió atraída por Sara pero nunca se lo dijo.
La nueva Jackpot se une a Spider-Man en la búsqueda de la villana Amenaza. Finalmente la encuentran después de que ella ataca una reunión del consejo y secuestra a una concejal. Jackpot interfiere con la lucha entre Spider-Man y Amenaza, sacando a Amenaza de su planeador. Sin embargo, como resultado de esta acción, el planeador golpea a la concejala rescatada, matándola. Amenaza culpa a Spider-Man por la muerte de la mujer y escapa. Jackpot se culpa a sí misma, al igual que Spider-Man, como se ve en su monólogo interno. Aun así, intenta consolarla, pero Jackpot, que está angustiada y enojada por la experiencia, se lo quita todo a Spider-Man empujándolo y alejándose.
Durante la Invasión Secreta, Jackpot es difamada por Dexter Bennett, actual propietario del Daily Bugle y avalador de una serie de artículos difamatorios sobre su actividad como superhéroe después de que accidentalmente ataca una reunión legítima para intercambiar productos por un grupo de venta de drogas. Sin embargo, el grupo estaba conectado con Walter Declun.
Jackpot se enfurece cuando descubre los artículos y va al Daily Bugle, junto con un RP provisto por la Iniciativa. Mientras está allí, el periódico es atacado por un Super-Skrull en la forma de Spider-Man en busca del trepamuros. Después de rehusarse a ayudarlo, el Skrull cambia de su forma de Spider-Man a una forma compuesta con los poderes y habilidades del Lagarto, Rhino, Electro, Hydro-Man, Hombre de Arena y Venom.
Jackpot lucha por el tiempo suficiente para que Betty Brant, Dexter Bennett, Robbie Robertson y Vin Gonzales escapen del edificio. Mientras Robbie conduce, Jackpot lucha contra el Super-Skrull en el techo del automóvil hasta que es atacada por Amenaza, quien mata a uno de los invasores Skrulls. Los Seis Siniestros-Skrull, inexplicablemente pensando que Betty Brant es Spider-Man, es golpeada por Amenaza y Jackpot en el planeador de Amenaza, hiriendo a los tres. Amenaza se escapa mientras Jackpot tiene que luchar contra un Seis Siniestros-Skrull aún más enojado. Jackpot lo derrota congelándolo hasta la muerte dentro de un congelador.
Mientras lucha contra Commanda y Blindside, Alana se bombea con el suero de ceguera utilizado por Blindside para vencer a sus enemigos. Spider-Man viene al rescate con un antídoto, que despeja la visión de Alana, pero el suero de ceguera tiene una reacción terrible con la combinación de drogas que le dieron los poderes, y Alana muere poco después.

### Sara Ehret reclama la identidad
Investigando la identidad de Jackpot, Spider-Man va a lo que él cree que es la casa de Jackpot solo para encontrar a Sara Ehret, quien le dice que ella no es la superheroína Jackpot (Alana Jobson), y envía a Spider-Man lejos, diciendo que "realmente debería mantenerse alejado de esta."
Más tarde, Spider-Man, después de haber descubierto toda la verdad sobre Alana y Sara, va a notificar a Sara sobre la muerte de Alana, culpando a Sara por evadir sus responsabilidades y permitiendo que Alana, por lo demás impotente y sin entrenamiento, vaya a su destino. Sara se queda agarrando el disfraz de Jackpot, mientras Spider-Man se aleja, después de decirle que las personas con poderes no tienen la opción de renunciar a sus responsabilidades.
Angustiada, Sara recupera su identidad heroica y luego entra en conflicto con Boomerang y, una nueva Rosa, que descubre su identidad. Por orden de Rosa, Boomerang rastrea a Sara en su casa y asesina a su esposo delante de ella y su hija.
Sara se venga y desenmascara a Rosa, pero se ve obligada a cambiar su identidad y la de su hija, tomando el nombre de Alana Jobson.

### Mary Jane Watson reclama la identidad
Mary Jane Watson se convirtió en Jackpot durante la carrera de Zeb Wells en The Amazing Spider-Man. Después de que Mary Jane y Peter Parker fueron enviados a una Tierra alternativa que había sido devastada por el dios Wayep, el dúo fue rescatado por Paul Rabin, un residente de la Tierra alternativa e hijo de Benjamin Rabin de esa dimensión, el Emisario de Wayep. El grupo pudo enviar a Peter de regreso a la Tierra principal, dejando a Mary Jane y Paul varados en esta Tierra alternativa. MJ sobrevivió con Paul y desarrollaron un dispositivo Power Slots, que funcionaba como una máquina tragamonedas para superpoderes. MJ podría activar el dispositivo y se le legaría un superpoder aleatorio. Este dispositivo conllevaba un riesgo: si el giro de MJ aterrizaba en tres cráneos, podría morir.
Mary Jane y Paul pudieron escapar a la Tierra principal, trayendo consigo a dos niños que adoptaron de la Tierra de Paul. Después de que se reveló que los niños eran construcciones mágicas creadas por el Emisario de la Tierra principal y finalmente dejaron de existir, Mary Jane tomó el manto de Jackpot para hacer frente a sus "muertes".

## Características

### Poderes y habilidades
Sara Ehret posee una fuerza sobrehumana. Su poder se deriva de un virus al que estuvo expuesta mientras estaba embarazada. Alana Jobson posee fuerza sobrehumana, velocidad, agilidad, reflejos, durabilidad y resistencia. Sus poderes se derivan de las drogas que tomó para mejorar físicamente.

### Traje e identidad
La identidad del personaje se mantuvo en secreto y se convirtió en una característica destacada durante el año posterior a su primera aparición. Ella compartió muchas características con el personaje secundario de Spider-Man, Mary Jane Watson; pelo largo y rojo, y una tendencia a usar el término mascota "Tigre", un apodo usado por Watson para Peter Parker (Spider-Man) y otros en muchas ocasiones. El propio Parker sospecha que Jackpot puede ser Mary Jane e incluso el nombre "Jackpot" en sí hace eco de la línea clásica de Mary Jane Watson, pronunciada en su primera aparición completa: "Acéptalo Tigre, acabas de ganar la lotería".
Jackpot (Alana Jobson) también usó dinero de una sesión de modelaje (Watson era modelo) para pagar un escáner policial para usar en su personaje heroico, aunque ella lo niega estrictamente, diciéndole que su verdadero nombre es "Sara Ehret".
Sara Ehret finalmente se revelaría como la identidad original de Jackpot, pero no antes de acercarse a Mary Jane en un aeropuerto para un autógrafo. Sara dice ser "una gran fan" de Mary Jane y menciona su famosa frase "jackpot", que Mary Jane ha hecho famosa al decirlo en una telenovela. Las dos mujeres se muestran juntas y, a pesar de los diferentes estilos de cabello, tienen caras muy similares.
Originalmente vistiendo un disfraz de disco-era, Jackpot llevaba un mono verde con pantalones acampanados, puños dorados, una franja plateada en la parte delantera y una máscara dorada que cubre sus ojos, el costado de su rostro y aparentemente se envuelve detrás de su cabeza. También llevaba un cinturón con los números 777, refiriéndose a la sustancia que le dio poderes. Aunque inicialmente no se consideró como parte de su disfraz, se revela que el largo cabello rojo de Jackpot es una peluca.
Más tarde cambia el disfraz a una versión roja y negra y el nombre de Jackpot se asocia con la sustancia que le dio poderes ("Pensamos que íbamos a la lotería").

## En otros medios

### Película
- En 2018, Sony anunció que se está desarrollando una película Jackpot para el Universo Marvel de Sony.[15][16] En 2020, Marc Guggenheim, que anteriormente había escrito los cómics del personaje, fue contratado como guionista del proyecto y posiblemente también lo dirija.[17][18]